# AXsiZ
AXsiZ (株式会社AXsiZ?, Kabushiki-gaisha Akushizu) è uno studio di animazione giapponese fondato il 7 luglio 2011 con sede a Suginami in Tokyo.

## Storia

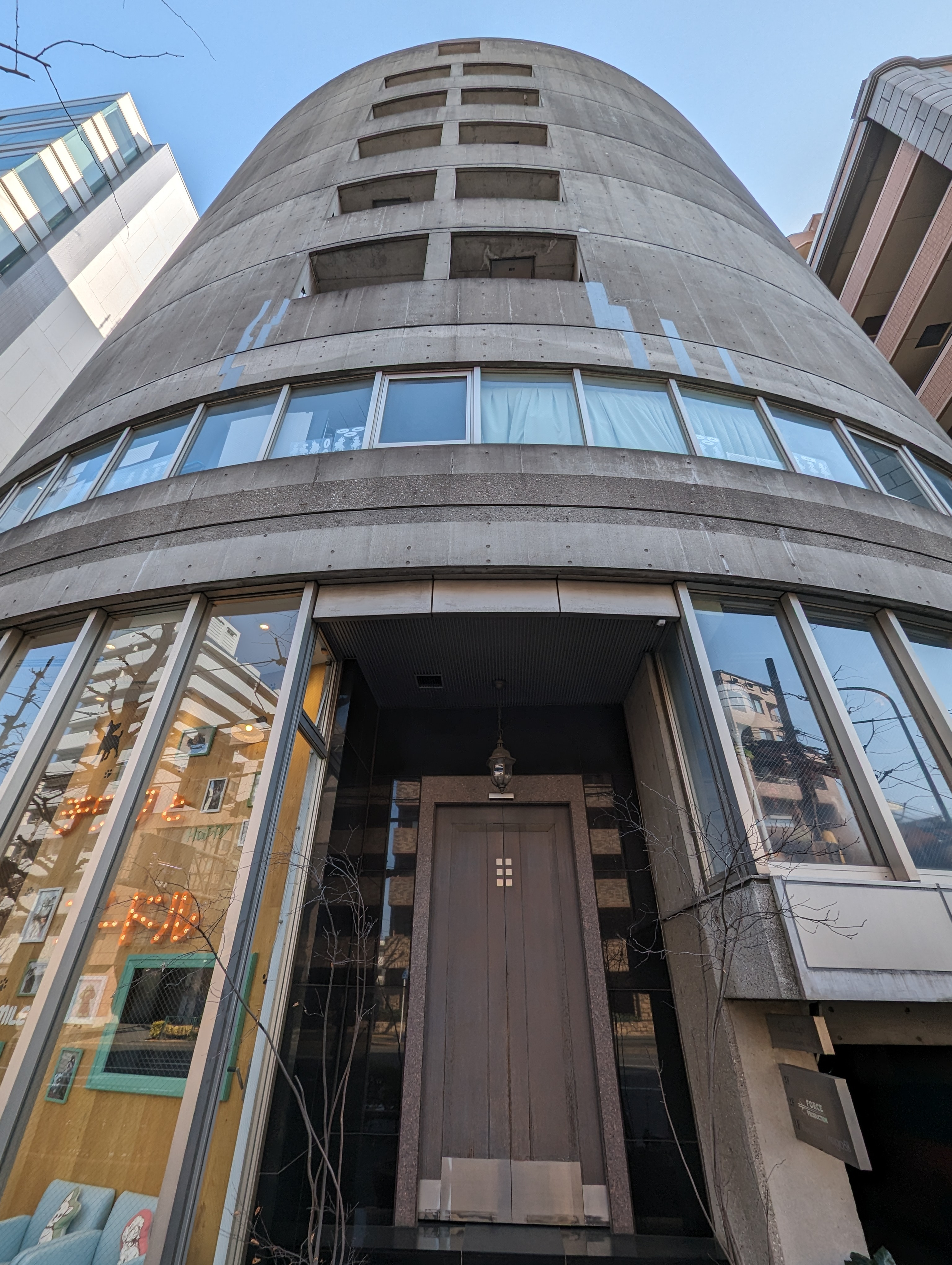
The Cour de Lodge, dove risiede la sede dello studio.

Lo studio è stato fondato il 7 luglio 2011 da Yasuhiro Kuroda a Suginami, Tokyo, dove tuttora ha sede. L'azienda è composta prevalentemente da ex dipendenti del secondo studio di Studio Gokumi, motivo per cui molte delle sue produzioni sono realizzate in collaborazione con quest'ultimo, dato anche il rapporto molto stretto tra le due realtà.
La prima produzione indipendente è stata l'adattamento animato della visual novel eroge Wagamama High Spec, andata in onda nel 2016.

## Produzioni

### Serie TV

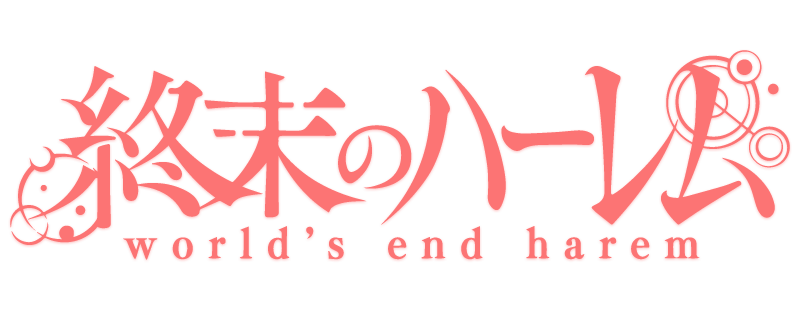
Logo della serie anime World's End Harem.

| Titolo                                                             | Anno di produzione | Episodi | Note e fonti   |
| ------------------------------------------------------------------ | ------------------ | ------- | -------------- |
| Pandora in the Crimson Shell: Ghost Urn                            | 2016               | 12      | [ N 1 ] [ 2 ]  |
| Wagamama high spec                                                 | 2016               | 12      | [ 3 ]          |
| Seiren                                                             | 2017               | 12      | [ N 1 ] [ 4 ]  |
| Ms. Koizumi Loves Ramen Noodles                                    | 2018               | 12      | [ N 1 ] [ 5 ]  |
| Ms. Vampire Who Lives in My Neighborhood.                          | 2018               | 12      | [ N 1 ] [ 6 ]  |
| Ulysses: Jeanne d'Arc and the Alchemist Knight                     | 2018               | 12      | [ 7 ]          |
| Maesetsu!                                                          | 2020               | 12      | [ N 1 ] [ 8 ]  |
| World's End Harem                                                  | 2021-2022          | 11      | [ N 1 ] [ 9 ]  |
| Reborn as a Vending Machine, I Now Wander the Dungeon              | 2023               | 12      | [ N 1 ] [ 10 ] |
| Il giovane sognatore è un realista - The Dreaming Boy is a Realist | 2023               | 12      | [ N 1 ] [ 11 ] |
| Class no Dai Kirai na Joshi to Kekkon suru Koto ni Natta           | -                  | -       | [ N 1 ] [ 12 ] |

### Film
| Titolo                                  | Anno di produzione | Note e fonti   |
| --------------------------------------- | ------------------ | -------------- |
| Pandora in the Crimson Shell: Ghost Urn | 2015               | [ N 1 ] [ 13 ] |
| Kin-iro Mosaic: Thank You!!             | 2021               | [ N 1 ] [ 14 ] |

### OAV
| Titolo                      | Anno di produzione | Note e fonti   |
| --------------------------- | ------------------ | -------------- |
| Kin-iro Mosaic: Pretty Days | 2015               | [ N 1 ] [ 15 ] |